# Benjamin F. Cheatham
Benjamin Franklin Cheatham (Nashville, 20 ottobre 1820 – Nashville, 4 settembre 1886) è stato un generale statunitense.
Fu maggiore generale nell'esercito confederato durante la guerra civile americana, combattendo molte battaglie nel teatro di guerra dell'Ovest.
All'inizio della guerra messico-statunitense si arruolò nel 1º Reggimento fanteria Tennessee con il grado di capitano, e finì la guerra come colonnello nel 3° Tennessee.
Il 9 maggio 1861 si arruolò nell'esercito confederato con il grado di generale di brigata, e gli venne affidata una brigata nel Distretto dell'ovest, sotto il maggior generale Leonidas Polk. Il suo primo battesimo del fuoco avvenne il 7 novembre, in Missouri, durante la battaglia di Belmont.
Il 10 marzo 1862 Cheatham fu promosso a maggior generale e gli fu affidato il comando della 2ª Divisione nel 1º Corpo dell'Armata confederata del Mississippi. Condusse la sua divisione durante la battaglia di Shiloh, nella quale venne ferito. Il generale Braxton Bragg assunse il comando dell'Armata (che più tardi prenderà il nome di Armata del Tennessee) e Cheatham servì sotto di lui nelle battaglie di Perryville e Stones River.
La carriera militare di Cheatham continuò come comandante di divisione sotto Bragg nella battaglia di Chickamauga e, avendo ottenuto una delle rare vittorie confederate nel teatro di guerra dell'ovest, il 29 settembre 1863, fu promosso a comandante di Corpo d'armata. Era sul fianco destro della Cima del Missionario quando Bragg fu sconfitto dal generale Ulysses S. Grant nel corso della campagna di Chattanooga, impegnato nel tentativo di bloccare l'Armata dell'Unione nelle ore finali della battaglia.
Nel 1864 Cheatham fu impegnato nella Campagna di Atlanta combattendo prima sotto il generale Joseph E. Johnston e, più tardi, sotto il tenente generale John Bell Hood, infliggendo pesanti perdite all'Armata dell'Unione al comando di William T. Sherman, durante la battaglia di Kennesaw Mountain e rimanendo ferito nella battaglia di Ezra Church. Comandò un Corpo d'armata durante le battaglie intorno ad Atlanta, sostituendo William J. Hardee che era stato sollevato dal suo incarico quando il generale Hood prese il comando.
Con il suo Corpo d'armata partecipò, sempre sotto Hood, alla Campagna di Franklin-Nashville; partecipò a tutte le maggiori battaglie della Campagna; il suo nome balzò alla cronaca quando l'Armata dell'Unione comandata dal maggior generale John M. Schofield riuscì a liberarsi dal suo accerchiamento e a fuggire durante la battaglia di Spring Hill, fatto che sventò i piani di Hood e portò alla disastrosa sconfitta confederata a Franklin. Hood accusò Cheatham di inadempienza al dovere e l'inimicizia tra loro durò per il resto della loro vita. Dopo la disfatta dell'Armata di Hood a Nashville, Cheatham rientrò nell'Armata di Johnston, prendendo parte, come comandante di divisione, alla Campagna delle Carolina, fino alla resa al generale Sherman, nella Carolina del Nord, nell'aprile del 1865.